# Melela
Melela è una circoscrizione rurale (rural ward) della Tanzania situata nel distretto di Mvomero, regione di Morogoro. Conta una popolazione di 11 518 abitanti (censimento 2012).